# Ballana remissa
Ballana remissa är en insektsart som beskrevs av Delong 1964. Ballana remissa ingår i släktet Ballana och familjen dvärgstritar. Inga underarter finns listade i Catalogue of Life.